# Miami Open 2004
Il Miami Open 2004 (conosciuto anche come NASDAQ-100 Open, per motivi di sponsorizzazione) 
è stato un torneo di tennis giocato sulla cemento. 
È stata la 20ª edizione del Miami Open, che faceva parte della categoria ATP Masters Series nell'ambito dell'ATP Tour 2004,
e della Tier I nell'ambito del WTA Tour 2004. 
Sia il torneo maschile che quello femminile si sono giocati al Tennis Center at Crandon Park di Key Biscayne in Florida, 
dal 22 marzo al 4 aprile 2004.

## Campioni

### Singolare maschile
Andy Roddick ha battuto in finale  Guillermo Coria che si è ritirato sul punteggio di 6–7, 6–3, 6–1

### Singolare femminile
Serena Williams ha battuto in finale  Elena Dement'eva con il punteggio di 6–1, 6–1

### Doppio maschile
Wayne Black /  Kevin Ullyett hanno battuto in finale  Jonas Björkman /  Todd Woodbridge con il punteggio di 6–2, 7–6

### Doppio femminile
Nadia Petrova /  Meghann Shaughnessy hanno battuto in finale  Svetlana Kuznecova /  Elena Lichovceva con il punteggio di 6–2, 6–3